# Blue Blood (film 1918)
Blue Blood è un film muto del 1918 diretto da Eliot Howe. Prodotto dalla piccola Selexart Pictures, aveva come interpreti Howard C. Hickman, George Fisher, Mary Mersch.

## Trama
Spencer Wellington, di schiatta antica e aristocratica, viene consigliato dal suo medico, il dottor John Rand, di non sposarsi perché portatore di sangue debole e malato. Ma Spencer lo ignora e si sposa lo stesso con Grace Valiant, una ragazza di cui è innamorato anche il dottore. Grace viene a sapere ben presto delle condizioni del marito: temendo per il figlio che le è appena nato, ha delle gravi crisi di nervi. Il bambino, infatti, non sopravvive. Ma il dottore, per non aggravare le condizioni di Grace, le pone accanto un bimbo sano, senza dirle la verità. Spencer degenera sempre di più, alcoolizzato e drogato, circondato da bellissime ragazze che tiene prigioniere nella sua tenuta, finché muore. Grace recupera presto la ragione e si costruirà una nuova vita insieme al dottor Rand.

## Produzione
La Selexart Pictures, produttrice della pellicola, fu una piccola casa di produzione indipendente che, nel 1918, produsse quattro film.

## Distribuzione
Il film uscì il 15 aprile 1918, distribuito dalla Goldwyn Distributing Company. Non si conoscono copie ancora esistenti della pellicola che viene considerata presumibilmente perduta.